# NGC 2329
NGC 2329 je galaksija u zviježđu Risu.

## Vanjske poveznice
- SEDS: NGC 2329